# 小行星6220
小行星6220（英語：6220 Stepanmakarov）是一颗围绕太阳公转的小行星。1978年9月26日，柳德米拉·瓦斯列娜·朱然勒娃在克里米亚发现了此天体。
这颗小行星的绝对星等为208.1952670442135等。